# A & Z
A & Z ist ein ägyptisches Trance-Duo, das aus Abdelrahman Ragab (A) und Ahmed El-Zeiny (Z) besteht.

## Geschichte
Ahmadrahman Ragab und Ahmed El-Zeiny liebten beide die spirituelle Trance (Musik) und haben 2009 angefangen separat zu produzieren, bis sie im Jahre 2010 beschlossen als Duo zusammenzuarbeiten.
2011 erfolgte mit New Dawn ihre Debüt-Veröffentlichung, die allerdings bereits im Juli 2010 auf Aly & Fila’s Radioshow FSOE 142 premiert wurde. Nach den Anfangsjahren veröffentlichen sie überwiegend auf FSOE Recordings oder alternativ auf Armin van Buurens Armada Music / A State Of Trance. Darunter fanden einige Zusammenarbeiten mit Ahmed Romel statt oder Remixe für Größen wie Aly & Fila, Andrea Ribeca oder Audrey Gallagher. 2018 wurde ihr Remix zu Aly & Filas Paralyzed bei den Trance Podium Awards 2018 als „Best Remix“ auf Platz 7 gewählt.
Als DJs traten sie erstmals 2013 in Erscheinung, indem sie bei der FSOE 300 in Scharm asch-Schaich neben Größen wie Aly & Fila, Markus Schulz oder Ruben De Ronde auftraten. 2015 erfolgte mit der FSOE 400 ein Auftritt vor den Pyramiden von Gizeh. Dabei fand mit der Future Sound of Egypt erstmals seit Jean-Michel Jarres Auftritt aus dem Jahre 2000 eine elektronische Musikveranstaltung vor den Pyramiden statt und somit zählt auch das Duo neben Aly & Fila, Jean-Michel Jarre oder Armin van Buuren zu den wenigen DJs mit dieser Erfahrung. Hinzu kommen Auftritte auf Festivals wie der Tomorrowland, Amsterdam Dance Event, Luminosity sowie diversen Clubnächten in Ägypten, Argentinien, Deutschland, in den Niederlanden oder in Spanien auf Ibiza sowie in der Hauptstadt Madrid.

## Produktionen

### Singles (Auswahl)
- 2011: New Dawn (Defcon Recordings)
- 2011: Break Up (Digitized Recordings)
- 2011: The Revolution (vs. Elyes Karray) (Digitized Recordings)
- 2012: Nostalgia (vs. Dawn) (Fraction Records)
- 2013: Intimate Assassin (Blue Soho Recordings)
- 2014: Invocation (FSOE Recordings)
- 2015: Scota (vs Flynn & Denton) (FSOE Recordings)
- 2016: Fleeting Moments (with Leolani) (FSOE Recordings)
- 2016: Lyra (FSOE Recordings)
- 2017: Yesterday (with Leolani) (FSOE Recordings)
- 2017: 8 Years Later (FSOE Recordings)
- 2017: Revive (with Ahmed Romel) (A State of Trance)
- 2017: Faith (FSOE Recordings)
- 2018: Mesmerized (FSOE Recordings)
- 2018: Symbols (FSOE Recordings)
- 2019: Vulcan (FSOE Recordings)

### Remixes (Auswahl)
- 2011: Hesham Watany – Progression of Life (System Recordings)
- 2012: Magdelayna – Hope Still in Your Heart (Nu Communicate Recordings)
- 2013: Allen & Envy – The Cry Within (Together Recordings)
- 2013: Ahmed Romel – Moon Glow (Blue Soho Recordings)
- 2014: Aly & Fila – Tula (Armada)
- 2014: Flynn & Denton and Audrey Gallagher – Say My Name (Subculture)
- 2015: Ahmed Romel – Saudade (Blue Soho Recordings)
- 2018: Andrea Ribeca & Aevus – Encanto (High Trance Energy)
- 2018: Aly & Fila with Haliene – Paralyzed (FSOE Recordings)